# Йоган Ґеорґ Пізендель
Йоганн Ґеорґ Пізендель (нім. Johann Georg Pisendel, 5 січня 1688 (26 грудня 1687 за ст. ст.), Кадольцбург, Баварія — 25 листопада 1755, Дрезден, Саксонія) — німецький бароковий музикант і композитор. Довгі роки керував Саксонською державною капелою.

## Біографія
Пізендель народився в Кадольцбурзі, недалеко від Нюрнберга, де його батько, Симон Пізендель, був кантором і органістом, походив із маркнойкірхенської сім'ї красильників. З дев'ятирічного віку співав у хорі палацової каплиці Ансбаха, де керівником був віртуозний співак Франческо Антоніо Пістоккі, а концертмейстером - відомий скрипаль Джузеппе Тореллі. Існує думка, що грі на скрипці Пізендель навчався у Тореллі. Коли голос хлопчика почав ламатися, він став грати на скрипці в придворному оркестрі. У 1709 році залишив Дрезден, щоби продовжити свою музичну освіту.
Дорогою до Лейпцига у Веймарі зустрівся з Бахом, а в Лейпцигу був представлений Телеману. Пізендель став активним учасником студентського Collegium musicum, заснованого Телеманом, з яким вони незабаром подружилися. 1711 після концерту в Дармштадті Пізенделю запропонували місце в придворному оркестрі, однак він відмовився. Наступного року отримав посаду в Саксонській державній капелі, де працював до кінця життя. Супроводжував свого суверена в турах Європою, у Венеції зустрічався з Вівальді, твори якого виконував раніше.
Близько 1718 року Пізендель почав вивчати композицію під керівництвом Гайніхена, а 1728 року став концертмейстером придворного оркестру.
Учнями Пізенделя були Франц Бенда і Йоганн Ґотліб Ґраун. Дружив з Яном Зеленкою, праці якого публікував після смерті композитора.
Творів залишив небагато, але всі вони високої якості. Всі збережені роботи написані для інструментів: 10 скрипкових концертів, 4 концерти для оркестру, 2 сонати для скрипки і 8 симфоній і тріо. Незважаючи на невелику кількість творів, Пізендель мав великий вплив. Йому присвячували свої скрипкові концерти Вівальді, Телеман і Альбіноні.

## Дискографія
- Violin concertos from Dresden. Pisendel, Heinichen, Fasch, Handel, Telemann. Johannes Pramsohler. International Baroque Players. (Raumklang RK 3105)
- JG Pisendel: Dresden Concertos. Concerti con varii strumenti (Concertos for various instruments). Freiburg Baroque Orchestra, Gottfried von der Goltz і Petra Müllejans. Диригент Gottfried von der Goltz. (Carus 83301)
- Per Monsieur Pisendel. Violin sonatas by Vivaldi, Albinoni, & Pisendel. La Serenissima, диригент Adrian Chandler (Avie 0018) Шість сонат для скрипки, присвячені композитору або ним складені.
- Pisendel: Violin Sonatas. Anton Steck, Christian Rieger. (CPO, 2004).
- Komponist und Virtuose. Pisendel, Telemann. Virtuosi Saxoniae, Ludwig Güttler (Eterna, 1988)